# Hymenocallis imperialis
Hymenocallis imperialis är en amaryllisväxtart som beskrevs av Thaddeus Monroe Howard. Hymenocallis imperialis ingår i släktet Hymenocallis och familjen amaryllisväxter. Inga underarter finns listade i Catalogue of Life.